# Nationalparker i Østrig
Der findes syv Nationalparker i Østrig. Seks af nationalparkerne er anerkendt af World Conservation Union (IUCN). Udviklingen af Østrigs nationalparker begyndte i 1971 med "aftalen i Heligenblut", hvor delstaterne Tyrol, Salzburg og Kärnten enedes om at etablere Østrigs første nationalpark Hohe Tauern. Parken blev åbnet i 1981.
Nationalparkerne finansieres med halvdelen fra staten og den anden halvdel af delstaterne.
Fire af nationalparkerne beskytter bjergregioner (Nationalpark Hohe Tauern, Nationalpark Gesäuse, Nationalpark Nockberge og Nationalpark Kalkalpen) mens de øvrige tre nationalparker beskytter vandområder (Nationalpark Neusielder See - Seewinkel, Nationalpark Thayatal og Nationalpark Donau-Auen).
Nationalparkerne Thayatal og Neusiedler See er grænseoverskridende, idet Thayatal til dels ligger i Tjekkiet og Neusiedler See til dels i Ungarn.
| Navn                                    | Nationalpark- grundlæggelse | Størrelse [ha]  | Bemærkning                                                                              | Kort                                                       | Billede |
| --------------------------------------- | --------------------------- | --------------- | --------------------------------------------------------------------------------------- | ---------------------------------------------------------- | ------- |
| Nationalpark Hohe Tauern                | 1981                        | 181.500 183.600 | fra 1981 i Kärnten 42.000 ha, fra 1984 i Salzburg 80.500 ha, fra 1992 i Tyrol 61.100 ha | Nationalparker i Østrig (Østrig) · Nationalparker i Østrig |         |
| Nationalpark Neusiedler See – Seewinkel | 1993                        | 9.700           | sammen med Ungarn                                                                       | Nationalparker i Østrig (Østrig) · Nationalparker i Østrig |         |
| Nationalpark Donau-Auen                 | 1996                        | 9.300           |                                                                                         | Nationalparker i Østrig (Østrig) · Nationalparker i Østrig |         |
| Nationalpark Kalkalpen                  | 1997                        | 20.825          |                                                                                         | Nationalparker i Østrig (Østrig) · Nationalparker i Østrig |         |
| Nationalpark Thayatal                   | 2000                        | 1.330           | sammen med Tjekkiet                                                                     | Nationalparker i Østrig (Østrig) · Nationalparker i Østrig |         |
| Nationalpark Gesäuse                    | 2002                        | 11.054          |                                                                                         | Nationalparker i Østrig (Østrig) · Nationalparker i Østrig |         |
| Nationalpark Nockberge                  | 1987                        | 18.430          | klassificeret af IUCN som beskyttet landskab                                            | Nationalparker i Østrig (Østrig) · Nationalparker i Østrig |         |

Nationalpark Nockberg bliver ikke kategoriseret som naturpark af IUCN men som beskyttet landskab (kategori II). Det planlægges at gøre nationalparken til biosfærereservat.

## Eksterne links
- Nationalparks in Österreich (tysk)